# Ramon Laguarta
Ramon Laguarta (Barcelona, 1963) és un executiu català i actualment el director executiu de PepsiCo. Va pujar a la posició de CEO de la companyia el 3 d'octubre de 2018, després que el seu predecessor, Indra Nooyi, renunciés al càrrec. És el sisè CEO en la història de l'empresa, i el primer CEO català d'una gran multinacional nord-americana.

## Educació
Laguarta es va graduar per la Thunderbird School of Global Management a la Universitat Estatal d'Arizona i també va obtenir un MBA de la ESADE Business School a Barcelona.
Laguarta es va graduar amb una llicenciatura i un mestratge en administració d'empreses d'ESADE Business School a Barcelona el 1985. El 1986 va rebre un mestratge en gestió internacional per la Thunderbird School of Global Management de la Universitat Estatal d'Arizona.

## Carrera
Anteriorment havia treballat a Chupa Chups. Laguarta es va unir a la companyia PepsiCo el gener de 1996. Va ser president de PepsiCo a Europa de l'est i va treballar en vendes, màrqueting, enmig de diverses funcions de tot Europa, abans de ser nomenat al general de la companyia el 2017. Com a resultat de la promoció, es va traslladar als Estats Units.
La companyia va anunciar, el 6 d'agost de 2018, que Laguarta ocuparia la funció de CEO quan Indra Nooyi deixés el lloc. El 3 d'octubre de 2018 va ser nomenat membre del consell d'administració de Pepsico.
Abans d'unir-se a PepsiCo va treballar a Chupa Chups, una empresa de dolços amb seu a Espanya coneguda per les seves piruletes. Laguarta es va unir a PepsiCo el gener de 1996. El seu primer càrrec va ser en el negoci europeu de l'empresa i el 2014 es va convertir en el CEO de tot el sector d'Europa i Àfrica Subsahariana (ESSA). Mentre treballava a Europa Laguarta va ajudar a liderar l'adquisició de l'empresa russa de làctics i sucs Wimm-Bill-Dann el 2010, un acord valorat en 5.4 mil milions de dòlars, la segona adquisició més gran de l'empresa després de la compra de Quaker Oats el 2001.
Laguarta va ser nomenat president de PepsiCo al setembre de 2017. Va supervisar els Grups de Categoria Global de PepsiCo, les seves funcions d'Operacions Globals, l'Estratègia Corporativa, i Política Pública i Afers Governamentals. Com a resultat d'aquesta promoció es va mudar als Estats Units.
Laguarta va ser votat per unanimitat com el proper CEO de PepsiCo el 6 d'agost del 2018, el mateix dia que Indra Nooyi va anunciar que renunciaria. Va assumir oficialment el càrrec el 3 d'octubre de 2018 i es va convertir en President de la Junta Directiva l'1 de febrer de 2019. Laguarta ha treballat en PepsiCo durant 24 anys, els seus càrrecs anteriors inclouen CEO per Europa i Àfrica subsahariana, president de la regió d'Europa oriental de PepsiCo, vicepresident comercial de PepsiCo Europe, director general d'Iberia Snacks and Juices i director general de Greece Snacks. Des que es va convertir en CEO de PepsiCo, Laguarta va establir tres prioritats per liderar l'empresa: accelerar la taxa de creixement orgànic dels ingressos de l'empresa; convertir-se en una empresa més forta; i convertir-se en una empresa millor.
Com a part de fer de PepsiCo una millor empresa a Laguarta se li ha encomanat la tasca d'implementar un nou propòsit al programa de sostenibilitat de PepsiCo: ajudar a construir un sistema alimentari més sostenible. Sota el seu lideratge l'empresa està centrant els seus esforços i objectius en agricultura, ús de l'aigua, plàstics, productes, canvi climàtic i drets humans.
Això inclou l'esforç de l'empresa per reduir les emissions absolutes de gasos amb efecte d'hivernacle en almenys un 20 per cent per a tota la seva cadena de valor sobre la base programada per al 2015 (aproximadament 30-35 milions de tones mètriques de GEH), així com els seus objectius per al 2025 per fer 100% dels seus envasos reciclables, compostables o biodegradables i utilitzen un 25% de contingut de plàstic reciclat en tots els envasos de plàstic. Laguarta també ha liderat els intents de reduir el malbaratament mitjançant l'adquisició de SodaStream. A través de l'expansió del negoci de SodaStream, s'evitarà la necessitat d'uns 67 mil milions d'ampolles de plàstic fins al 2025.

## Vida personal
Laguarta parla diversos idiomes, entre els quals l'anglès, l'espanyol, el català, el francès, l'alemany i el grec. Està casat i té tres fills.